# Margarita Mathiopoulos

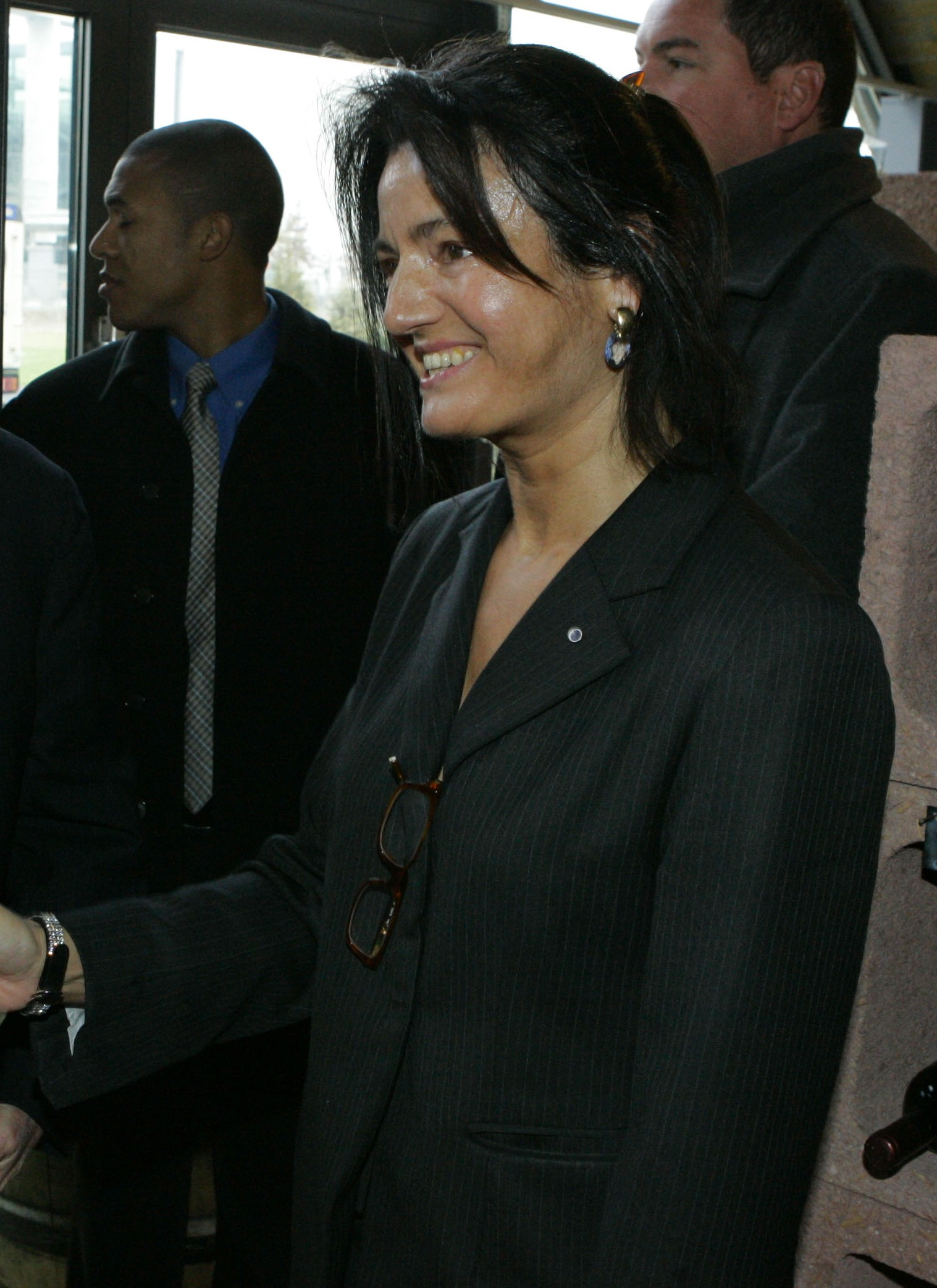
Margarita Mathiopoulos (2006)

Margarita Mathiopoulos (* 17. Mai 1956 in Bonn) ist eine deutsche Unternehmerin und Publizistin.

## Leben

### Ausbildung
Margarita Mathiopoulos ist die Tochter des griechischen Journalisten Basil Petros Mathiopoulos und der aus Zypern stammenden Philologin Elsie Mathiopoulou-Tornaritou. Während der Machtübernahme der griechischen Obristenjunta im April 1967 befand sich Mathiopoulos’ Vater für Dreharbeiten für den WDR in Athen. Aufgrund des Militärputsches flüchtete er mit seinem Kollegen Thilo Koch in die Deutsche Botschaft. Durch den persönlichen Einsatz des damaligen bundesdeutschen Außenministers Willy Brandt wurde er zurück nach Bonn zu seiner Familie ausgeflogen, da ihm die Junta seine griechische Staatsbürgerschaft aberkannte. In einer Anthologie schildert Mathiopoulos 1995 unter dem Titel Eine politische Kindheit ihre Erinnerungen an ihre Jugend.
Nach dem Abitur am Nicolaus-Cusanus-Gymnasium studierte Mathiopoulos in Bonn und an der Sorbonne (von November bis Dezember 1979) Politikwissenschaft, Zeitgeschichte, Jura, Italienische Philologie und Psychologie (Nebenfach). 1980 schloss sie ihr Studium mit einem Magister artium (M. A.) an der Universität Bonn ab. Anschließend forschte sie als Gaststudentin von 1980 bis 1983 mit einem Promotionsstipendium der Friedrich-Naumann-Stiftung am Government Department der Harvard University. Ihre Mentoren waren Samuel P. Huntington und Richard E. Neustadt.
1986 wurde sie bei Karl Dietrich Bracher mit dem Thema Geschichte und Fortschritt im Denken Amerikas: Ein europäisch-amerikanischer Vergleich an der Universität Bonn zur Dr. phil. promoviert; der Zweitgutachter war Wolfgang Bergsdorf. Ihre Dissertation wurde 1987 im Verlag Ferdinand Schöningh publiziert und erschien 1989 in englischer Übersetzung mit einem Vorwort von Gordon A. Craig bei Praeger in New York. Nach wiederholten Plagiatsvorwürfen wurde 2017 die Entziehung des Doktorgrades wegen Täuschung rechtskräftig. Diese Entscheidung wurde im Dezember 2018 vom Europäischen Gerichtshof für Menschenrechte bestätigt.

### Berufliche Laufbahn
Von 1975 bis 1980 war Mathiopoulos Freie Journalistin und Moderatorin beim WDR. Von 1978 bis 1980 arbeitete sie als Moderatorin im Regionalfernsehen des WDR bei den Sendungen Hier und Heute und Unsere Heimat - ihre Heimat. Von 1977 bis 1979 war sie zudem Presseattachée der zyprischen Botschaft in Bonn. Von 1983 bis 1985 arbeitete Mathiopoulos als Korrespondentin des griechischen Fernsehsenders ERT 1, von 1985 bis 1987 war sie im Management der IBM in Stuttgart im Bereich Kommunikation und Marketing tätig.
Im März 1987 gelangte Mathiopoulos zu bundesweiter Bekanntheit, als der SPD-Vorsitzende Willy Brandt sie für den neu zu schaffenden Posten der Parteisprecherin nominierte, obwohl sie parteilos war. Brandt sah darin die Chance, der SPD zu einem progressiven Image zu verhelfen, die Nominierung führte jedoch zu heftiger Kritik. Um Brandt nicht zu schaden, zog Mathiopoulos ihre Bewerbung zurück. Der Streit in der SPD eskalierte weiter und Brandt trat am 23. März 1987 von seinem Amt als Parteivorsitzender zurück. Das Magazin Der Spiegel hatte am 23. März 1987 das Cover Fall Mathiopoulos - Brandts Fall. Auf dem Cover waren Mathiopoulos und Brandt abgebildet.
Mathiopoulos wurde 1987 Vize-Direktorin der Berliner Niederlassung des Aspen Institute und übernahm Lehraufträge zu den Themen US-Außenpolitik und Internationale Sicherheit an der Freien Universität Berlin. Eine dort für das Wintersemester 1989/90 geplante Vertretung des Lehrstuhls Arnulf Barings musste sie aufgrund der gegen sie erhobenen Plagiatsvorwürfe aufgeben.
Im Spätsommer 1989 hielt sie auf Einladung von Gordon A. Craig Vorträge an der Universität Stanford. Anfang 1990 war sie als Fellow des German Marshall Fund am Institute for East West Security Studies in New York. Anschließend lehrte sie als DAAD-Gastprofessorin an der Humboldt-Universität zu Berlin.
1992 wurde Mathiopoulos bei der Norddeutschen Landesbank als Leiterin des Bereichs Marketing und Kommunikation sowie Internationale Beziehungen eingestellt. 1997 klagte sie gegen ihre Entlassung vor dem Arbeitsgericht Hannover und erreichte einen Vergleich, der ihr eine Abfindung von 410.000 DM plus Dienstwagen zusicherte.
In dieser Zeit hielt Mathiopoulos Lehrveranstaltungen an der Universität Hannover und an der Technischen Universität Braunschweig, die sie 1995 zur Honorarprofessorin machte, als erste Frau in der 250-jährigen Geschichte der Universität.
Von 1998 bis 2001 war Mathiopoulos Chefberaterin des Vorstandsvorsitzenden des britischen Rüstungskonzerns BAE Systems, John Weston, für europäische und nordamerikanische Märkte. Außerdem übernahm sie von 2000 bis 2001 im Auftrag des griechischen Verteidigungsministers Akis Tsochatzopoulos den Vorsitz einer internationalen Expertenkommission zur Restrukturierung der griechischen Streitkräfte zwischen 2000 und 2015.
Im Juli 2001 gründete Mathiopoulos gemeinsam mit dem früheren Generalinspekteur der Bundeswehr und Vorsitzenden des NATO-Militärausschusses Klaus Naumann, dem ehemaligen schwedischen Premierminister Carl Bildt und weiteren Partnern die EAG European Advisory Group, deren geschäftsführende Gesellschafterin sie seither war. Die Gesellschaft beriet und vermittelte unter anderem im Zusammenhang mit internationalen Rüstungsgeschäften wie beispielsweise beim Verkauf von U-Booten nach Ägypten oder Kroatien.
Von 2002 bis 2018 war sie Honorarprofessorin für US-Außenpolitik und Internationale Sicherheit an der Universität Potsdam. Im gleichen Jahr wurde sie zur geschäftsführenden Direktorin des Potsdam Center for Transatlantic Security and Military Affairs bestellt. Tatsächlich nahm dieses als „militärpolitische Denkfabrik“ propagierte Zentrum wegen ausbleibender Finanzierung nie seine Arbeit auf.
2002 trat sie in die FDP ein, wo sie bereits seit 2001 kontinuierlich in der Programmkommission im Bereich Außen- und Sicherheitspolitik tätig gewesen war. Seit dieser Zeit war sie auch außen- und sicherheitspolitische Beraterin des damaligen Bundesvorsitzenden Guido Westerwelle. Mathiopoulos war von 2003 bis 2005 Vorsitzende des FDP-Bundesfachausschusses „Internationale Politik“ und seit 2005 Vorsitzende (und einziges namentlich erwähntes Mitglied) des neu gegründeten und von der Wirtschaft „umfangreich unterstützten“ Transatlantischen Forums der FDP. Im August 2012 wurde sie durch Rainer Stinner ersetzt.
Im September 2006 gründete Mathiopoulos als geschäftsführende Gesellschafterin zusätzlich zur EAG European Advisory Group die Aspide GmbH.
Zum Sommersemester 2019 übernahm sie für zwei Jahre eine Gastprofessur an der China Foreign Affairs University in Peking, die als „Wiege der chinesischen Diplomatie“ gilt.
Margarita Mathiopoulos war Mitglied im Kuratorium der Netzwerk Quadriga gGmbH.

### Privat

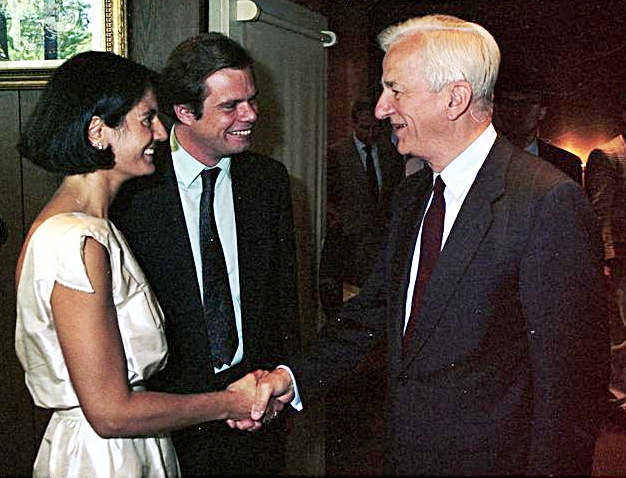
Mathiopoulos mit Friedbert Pflüger und Bundespräsident Richard von Weizsäcker (1989)

Von 1987 bis 2006 war Mathiopoulos mit dem CDU-Politiker Friedbert Pflüger verheiratet. Sie trennte sich 2003 von Pflüger, nachdem dieser ein Verhältnis mit seiner persönlichen Referentin begonnen hatte. Da Mathiopoulos während der Ehe wesentlich mehr verdient hatte als Pflüger, musste sie an ihn Zugewinnausgleich in Höhe von 157.000 Euro zahlen.

## Plagiatsvorwürfe
In einer Rezension ihrer Dissertation erhob der Politikwissenschaftler Andreas Falke bereits 1989 Plagiatsvorwürfe.
Am 11. September 1989 berichtete das Nachrichtenmagazin Der Spiegel, dass Mathiopoulos’ Dissertation „Schönheitsfehler“ enthalte, da „an etlichen Stellen“ Passagen „beinahe wörtlich“ aus Arbeiten anderer abgeschrieben seien, ohne dass diese Passagen als Zitate ausgewiesen wären, und zitiert Beispiele; des Weiteren wird in dem Artikel berichtet, dass Mathiopoulos über ihren Anwalt mitgeteilt habe, dass ihr an jenen Stellen, an denen die Quellen nicht offengelegt wurden, „offensichtlich bedauerliche Flüchtigkeitsfehler unterlaufen“ seien. Der Doktorvater habe sich laut Spiegel „sehr betroffen [gezeigt], daß an einigen Stellen die angewandten Arbeitsmethoden nicht wissenschaftlichen Gepflogenheiten entsprechen“, sehe jedoch dadurch „de[n] Kern der geistigen Leistung von Frau Mathiopoulos nicht beeinträchtigt“. Zum Entzug des Doktorgrades kam es zunächst nicht, obwohl die Philosophische Fakultät der Universität Bonn, die den Doktorgrad verliehen hatte, nach Angaben des Spiegel in einem Gutachten schrieb, „dass in der Arbeit ‚in wörtlicher und sinngemäßer Wiedergabe mehr übernommen‘ sei‚ als es die Zitatnachweise‘ erkennen lassen.“
Als die Berliner Zeitung im Juli 2002 in einem Artikel anlässlich Mathiopoulos’ Eintritts in die FDP unter Berufung auf die Frankfurter Allgemeine Zeitung über die seit langem bekannten und durch andere Printmedien bereits publik gemachten Vorwürfe, Mathiopoulos habe in ihrer Dissertation bei einigen Zitaten die Quellen nicht angegeben, berichtete, ging Mathiopoulos laut Spiegel dagegen gerichtlich vor, zog ihren Antrag in der Verhandlung jedoch „auf Anraten des Richters wieder zurück“.
Die Dissertation wurde ab April 2011 vom VroniPlag Wiki, das sich die kollaborative Dokumentation von Plagiaten in Dissertationen zum Ziel gesetzt hat, auf Plagiatsstellen untersucht. VroniPlag Wiki zufolge waren im Jahr 1991 Plagiatsfundstellen auf insgesamt 18 Seiten bekannt, was 5 Prozent der Seiten (ohne Vorwort, Inhaltsverzeichnis, Literaturverzeichnis, Anhang u. Ä.) entspräche. Gemäß VroniPlag Wiki (Stand: 19. Juli 2011) finden sich jedoch auf mehr als 46 Prozent der Seiten Plagiate.
Der Promotionsausschuss der Philosophischen Fakultät der Universität Bonn beschloss im Juli 2011, die Dissertation erneut zu prüfen, da nach Aussage des Dekans Günther Schulz durch die Recherchen von VroniPlag Wiki eine neue Faktenlage vorliege. Am 18. April 2012 wurde beschlossen, ihr den Doktorgrad zu entziehen. Am 6. Dezember 2012 bestätigte das Verwaltungsgericht Köln die Entscheidung der Philosophischen Fakultät der Universität Bonn, die zu Recht davon ausgegangen sei, dass Mathiopoulos „weite Passagen ihrer Dissertation wörtlich aus fremden Werken übernommen“ habe. Im März 2015 ließ das OVG Münster die Revision unter Hinweis auf „besondere Schwierigkeiten der Rechtssache“ zu. Insbesondere sei die Frage zu klären, wie eine Universitätsentscheidung von 1991 zu schon damals erhobenen Plagiatsvorwürfen zu bewerten sei. Mathiopoulos hat Revision vor dem Bundesverwaltungsgericht eingelegt. Am 21. Juni 2017 wies das Gericht die Revision zurück.
Die Technische Universität Braunschweig und die Universität Potsdam kündigten an, ihr die verliehenen Honorarprofessuren zu entziehen, sobald der Entzug des Doktorgrads rechtskräftig sei. Der Europäische Gerichtshof für Menschenrechte entschied am 4. Oktober 2018 (Beschwerdenummer 38128/18), dass Mathiopoulos’ Beschwerde gegen die Entscheidung des Bundesverwaltungsgerichts Leipzig unzulässig sei; damit hat Mathiopoulos ihren Doktorgrad endgültig verloren. Zum Semesterende im März 2019 verzichtete Mathiopoulos auf ihre ehrenamtlichen Honorarprofessuren für Außen- und Sicherheitspolitik in Braunschweig und Potsdam.

## Schriften (Auswahl)
Monografien
- Amerika: Das Experiment des Fortschritts. Ein Vergleich des politischen Denkens in den USA und Europa. Geleitwort von Karl Dietrich Bracher, Schöningh, Paderborn / München / Wien / Zürich 1987, ISBN 3-506-75405-X (Dissertation Universität Bonn [1987], 408 Seiten, 24 cm).
  - die englische Übersetzung aus dem Deutschen von Jessie Lenagh erschienen unter dem Titel: History and Progress. In Search of the European and American Mind. Praeger, New York, NY [u. a.] 1989, ISBN 0-275-92792-X (Foreword by Gordon A. Craig, Digitalisat der Online-Bibliothek Questia, abgerufen am 21. Juni 2011).
- Das Ende der Bonner Republik. Beobachtungen einer Europäerin. DVA, Stuttgart 1993, ISBN 3-421-06602-7 (Lizenzausgabe: ECON-Taschenbuch-Verl., Düsseldorf 1995, ISBN 3-612-26146-0).
- Rendezvous mit der DDR. Politische Mythen und ihre Aufklärung. ECON-Taschenbuch-Verlag, Düsseldorf / Wien 1994, ISBN 3-612-26177-0.
- Was ich denke. Über die Zerbrechlichkeit der Demokratie. Goldmann Verlag, München 1995, ISBN 3-442-12607-X (= Goldmann, 12607, Quer-denken!).
- Zur Sache: Deutschland – Dresdner Reden. Verlag: hrsg. vom Staatsschauspiel Dresden, 1996
- Die geschlossene Gesellschaft und ihre Freunde. 1. Auflage. Hoffmann und Campe, Hamburg 1997, ISBN 3-455-11071-1.

Herausgeberschaften
- Das neue Europa. Ein europäisch-amerikanischer Dialog an der Humboldt-Universität Bouvier Verlag, Bonn / Berlin 1992, ISBN 3-416-02397-8 (Beiträge teilweise deutsch, teilweise englisch).

Editionen
- Das Neue Europa – Ein europäisch-amerikanischer Dialog an der Humboldt-Universität. Bonn/Berlin 1992, ISBN 3-416-02397-8 (Beiträge teilweise deutsch, teilweise englisch).
- Willy Brandt. Bilder aus dem Leben eines großen Europäers. Fotos von Jupp Darchinger, Essay und Texte von Margarita Mathiopoulos. Droemer/Knaur-Verlag, München 1993. ISBN 3-426-26745-4.

Artikel in wissenschaftlichen Zeitschriften
- Zur Containment-Politik der USA. Strategien von Roosevelt bis Reagan, in: Politik und Kultur, 10. Jahrgang, Nr. 3/1983, S. 65–76, ISSN 0340-5869.
- Griechenland vor der EPZ-Präsidentschaft: Zwischen Anpassung und Sonderrolle (zusammen mit Roswitha Bourguignon-Wittke), in: Integration, Nr. 3/1983, S. 106–120, ISSN 0720-5120.
- The U.S. Presidency and the German Question during the Adenauer to Kohl Chancellorships, in: Außenpolitik, English Edition, Vol. 39, Nr. 4/1988, S. 348–364, ISSN 0004-8194.
- US-Präsidentschaft und die deutsche Frage in der Kanzlerschaft von Adenauer bis Kohl, in: Außenpolitik, Vol. 39, Nr. 4/1988, S. 353–370, ISSN 0004-8194.
- La maison commune européenne: Résurgence de l'idée d'evolution par le rapprochement, in: Cosmopolitiques, Nr. 9/1989, S. 14–23, ISSN 0296-6131.
- Gorbatschows „gemeinsames europäisches Haus“. Wiederauferstehung von Wandel durch Annäherung?, in: Europäische Rundschau, 17. Jahrgang, Nr. 2/1989, S. 13–23, ISSN 0304-2782.
- La Constitution Americaine oubliée par l'Histoire, in: Cosmopolitique, Nr. 14-15/1990, S. 51–57, ISSN 0296-6131.
- Une Universitè en Émoi, in: Documents: Revue des Questions Allemandes, Nr. 3/1991, S. 34–40, ISSN 0151-0827.
- Fin du communisme, fin de l'utopie?, in: Documents: Revue des Questions Allemandes, Nr. 4–5/1992, ISSN 0151-0827.
- The American President seen through German Eyes – Continuity and Change from the Adenauer to Kohl era, Presidential Studies Quarterly, Vol. XV, Nr. 4, Herbst 1985. JSTOR:27550271
- Ende der Utopie? Europäische Aufklärung versus nationalistische Restauration, Europäische Rundschau, Nr. 4, 1993, 21. Jg., ISSN 0304-2782.
- Considerations on the Federal Republic of Germany, Presidential Studies Quarterly, Vol. XXIV, Nr. 3, Sommer 1994. JSTOR:27551286
- Kohls neue Bundesrepublik. Die Bonner Republik, ihre Sünden und Feinde, in: Die Neue Gesellschaft / Frankfurter Hefte, Jahrgang 41, Nr. 10/1994, S. 912–925, ISSN 0177-6738.
- Hermann Axen – Opfer, Täter, Hofjude, in: Julius H. Schoeps et al. (Hrsg.): Menora. Jahrbuch für deutsch-jüdische Geschichte 1995, München 1995, S. 301–315, ISBN 3-492-12132-2.
- Stabilität durch Verdrängung?, Die Neue Gesellschaft / Frankfurter Hefte, Nr. 5, Mai 1995.
- Warum unsere Wirtschaft flieht, in: Controller Magazin, 21. Jahrgang, Nr. 5/1996, S. 279–285, ISSN 0939-0359.
- Das Ende der Ära Papandreou, Die Neue Gesellschaft / Frankfurter Hefte, Nr. 3, März 1996.
- Toward an Aegean Treaty: "2+4" for Turkey and Greece, in: Mediterranean Quarterly, Washington, Vol. 8, Sommer 1997, ISSN 1047-4552
- Die USA und Europa als globale Akteure im 21. Jahrhundert, in: Außenpolitik, Deutsche Ausgabe, Vol. 49, 4. Quartal 1998, S. 39–54, ISSN 0004-8194.
- Global Players in the 21st Century, in: NATO's Nations, Nr. 2/1999, S. 22–24, ISSN 1566-9009.
- Saint Malo and beyond – Towards European Defense (together with Istvan Gyarmati), in: The Washington Quarterly, Vol. 22, Nr. 2/1999, S. 65–76, ISSN 0163-660X.
- The United States and Europe as Global Players in the 21st Century, in: Central European Review, Nr. 25, Juni/Juli 1999, S. 26–31, ISSN 1232-0447.
- The German Defense Review: Security According To The Budget?, in: Military Technology, Vol. XXIV, Heft 10, 2000, S. 4, ISSN 0722-3226.
- It Takes Two To Tango – A Farewell to Nato Secretary General Goerge Robertson, in: NATO's Nations, Ausgabe 3, 2003, S. 42–44, ISSN 1566-9009
- Kein Machtwechsel ohne Mentalitätswandel, Schweizer Monatshefte,10/11, Oktober, November 2005 (Leseprobe)
- Hillary for President?, Cicero, Mai 2006[45]
- PMC's and PSC's in the Global Military Bazaar, The Polish Quarterly of International Affairs, 1/2007 (Zusammenfassung)